# بهمن جان عليا
بهمن‌ جان عليا (بالفارسية: بهمن‌جان علیا) هي مستوطنة تقع في قسم رادكان الريفي (مقاطعة تشناران) في إيران. يقدر عدد سكانها بـ 423 نسمة .